# Portage d'enfants

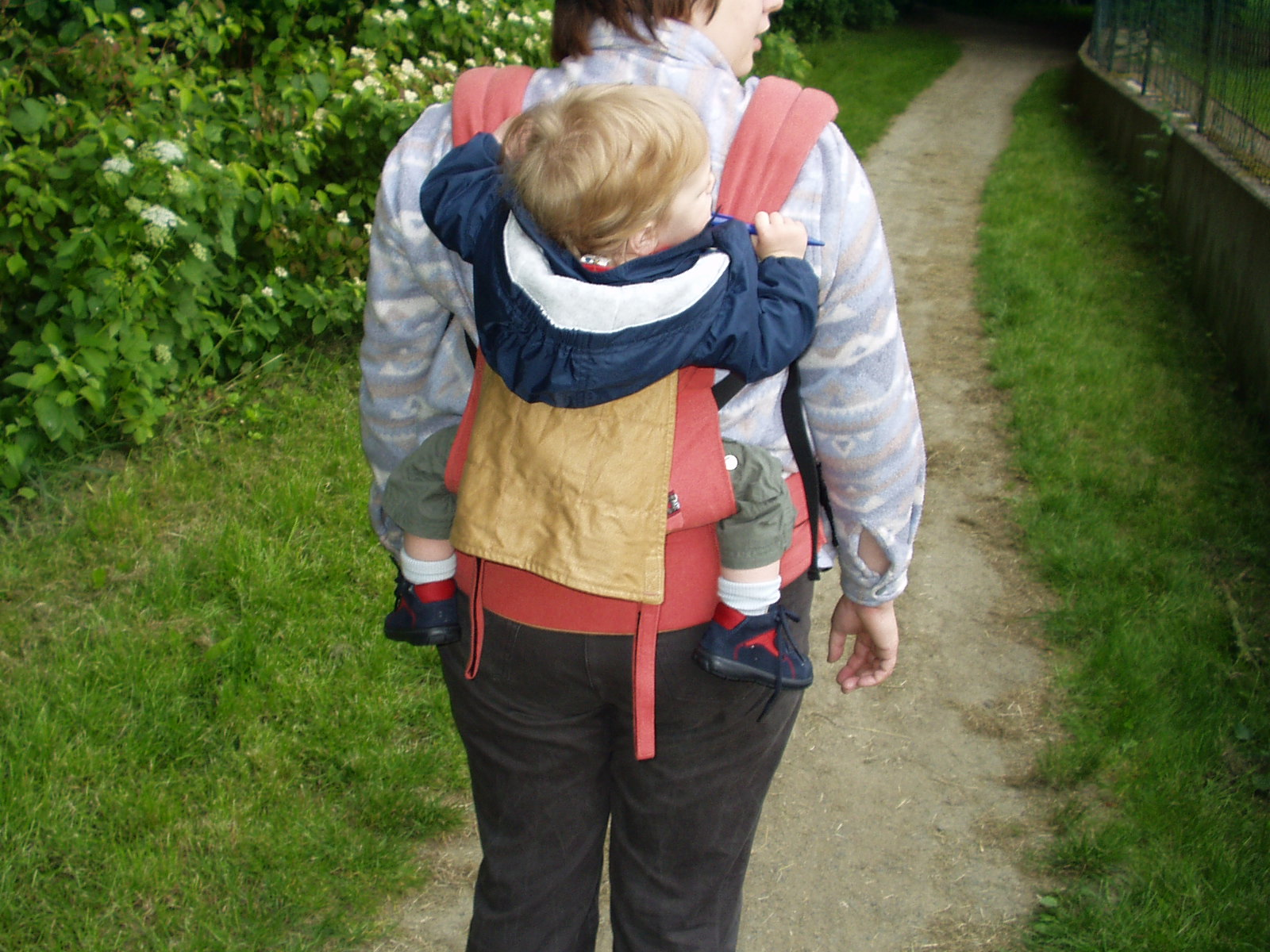
Un enfant dans un porte-bébé sur le dos de sa mère

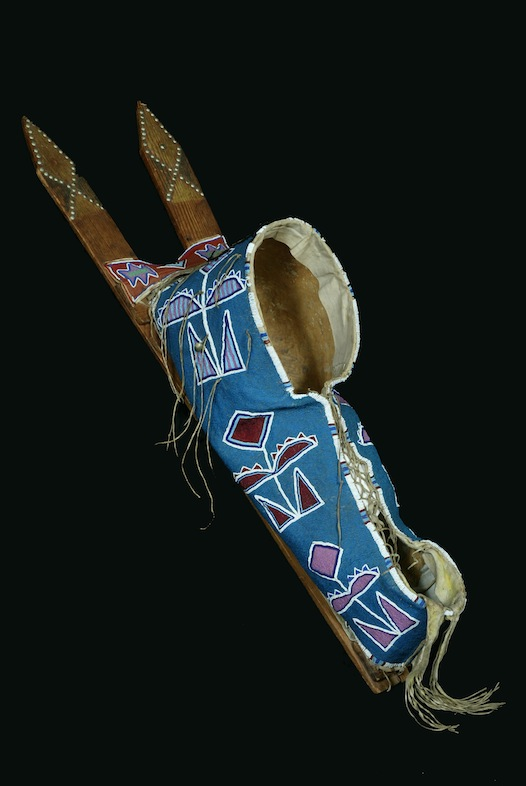
Porte-bébé sur planche kiowa (un peuple amérindien des plaines). Dans la collection du Musée des enfants d'Indianapolis.

Le terme « portage d'enfants » fait référence aux techniques permettant de porter les enfants de telle sorte qu'il y ait un contact physique étroit entre le porteur et celui-ci. 

## Méthodes de portage
De nombreux systèmes existent : 
- Les écharpes (ou foulard), qui sont des bandes de tissu, larges d'environ 70 cm, et longues de 2 à 7 mètres, élastiques ou non, qui permettent de porter sur le devant, le côté ou le dos, selon le nœud utilisé et l'âge du bébé. C'est le type de portage le plus polyvalent et ancien, bien que le portage traditionnel se fasse en tissu plutôt court, plutôt tissé et plutôt sur le côté ou le dos.

- Le sling, une bande de tissu reliée par un double anneau, généralement métallique. Il permet un portage sur le côté et offre une position optimale pour le bébé.
- Les porte-bébés préformés ou « kangourou », qui s'attachent grâce à des systèmes de sangles et doivent se régler selon la morphologie de l'enfant et du porteur.
- Les porte-bébés de type asiatique (chinois, mei tai..), un carré de tissu dont 4 bandes sont attachées aux 4 coins; 2 se nouent autour de la taille, et les 2 autres soutiennent l'enfant aux épaules du porteur.

Le portage se développe en Occident depuis les années 1970, en lien avec une évolution de la façon de s'occuper des bébés, un regain pour le maternage et la proximité mère-enfant. L'association Internationale La Leche League a permis la diffusion dans le monde entier de porte-bébés aux mères allaitantes. Parallèlement, une mère de jumelles a importé en Allemagne des techniques d'origine sud-Américaine, en utilisant de longues bandes de tissu d'environ 70 cm de large, pour porter le bébé en appui sur les deux épaules. Erika Hoffman, créatrice de la marque Didymos, a ainsi importé les écharpes tissées et des techniques qui sont toujours utilisées et qui se sont perfectionnées depuis quelques années.

## Effets du portage
Pour les mamans, il semble que le portage contribue à réduire les risques de dépression du post-partum, la mère se sentant alors forcément moins à l’écart. 
La présence sur soi du bébé faciliterait la pratique de  l’allaitement, à la fois par la proximité qui permet une réponse plus adaptée de la mère et par le contact qui facilite l'expression des compétences du nourrisson et la sécrétion des hormones. Par ailleurs, les écharpes ou sling peuvent être utilisés pour placer confortablement l’enfant en position d’allaitement.
Pour les papas, l’un des principaux avantages du portage est de leur permettre un contact physique et privilégié avec leur enfant. 
Il est à noter que le développement du portage en Occident a coïncidé avec l’accroissement du rôle du père auprès du nouveau-né alors même que la communication associative ou commerciale sur le portage exclut encore largement les pères.

## Évolution du portage
Du froid extrême auquel sont soumis les Inuits aux températures caniculaires dans lesquelles vivent les Touaregs, le bébé porté contre sa mère est ensuite protégé de l’extérieur par l’amauti dans le premier cas ou par la djellaba dans l’autre. 
En revanche, l’introduction du portage en Occident s’est accommodé des vêtements de ville classique et de l’absence de vêtements de portage. Si bien que l’enfant est alors trop souvent porté par-dessus les vêtements du porteur, ce qui ne lui permet pas d’être protégé du chaud ni surtout du froid.

## Avantages du portage
Selon le type de portage utilisé (peau à peau ou par-dessus les vêtements, sur le ventre ou le dos, etc), plusieurs avantages peuvent être mis en avant :
- En peau à peau, l’enfant est à température idéale, aux environs de 37 °C, quelle que soit la température ambiante.

- On constate une diminution des pleurs de 50% en temps normal [1], et 85% lors des procédures médicales douloureuses (prélèvements sanguins, vaccins)[2].
- Le caractère social du bébé est encouragé, les sourires-réponses et les babillage apparaissant quelques semaines plus tôt[3]. En effet, l'enfant est stimulé de manière continue et en douceur.

- Le développement de l'attachement entre le porteur et l'enfant se fait plus facilement, le contact physique est mieux supporté par l'enfant [3].
- Il respecte la cambrure naturelle de la colonne vertébrale de l'enfant, à la condition que le portage soit dit "physiologique", c'est-à-dire qu'il soit assis comme sur un hamac, et non soutenu par l'entrejambe. Certains modes de portage permettraient aussi de lutter efficacement contre la dysplasie de la hanche des nouveau-nés, en particulier les portages qui permettent de porter le bébé sur le côté.
- Le portage a également un aspect pratique: il libère les bras du porteur, qui peut alors vaquer à ses occupations ou à ses déplacement sans pour autant laisser le bébé seul.

## Critiques du portage
Les détracteurs font valoir que l’apprentissage de la capacité à trouver un sommeil autonome est d’autant retardé. Mais d'autres pensent qu'en étant porté, l’enfant participe à la vie quotidienne, ce qui semble le rassurer. Constamment bercé, il serait plus calme que dans un lit immobile. 

## Galerie

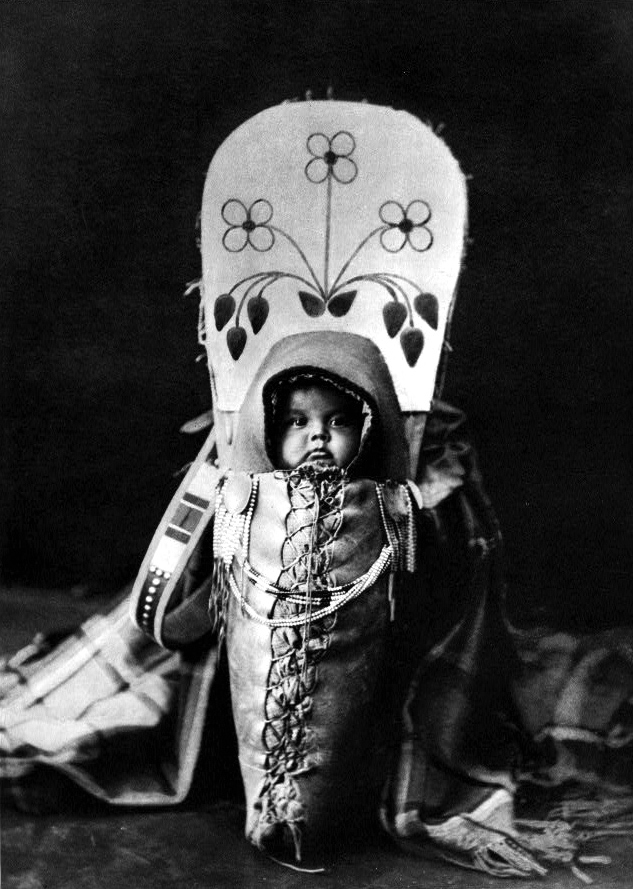
Porte-bébé sur planche amérindien (nez-percé)
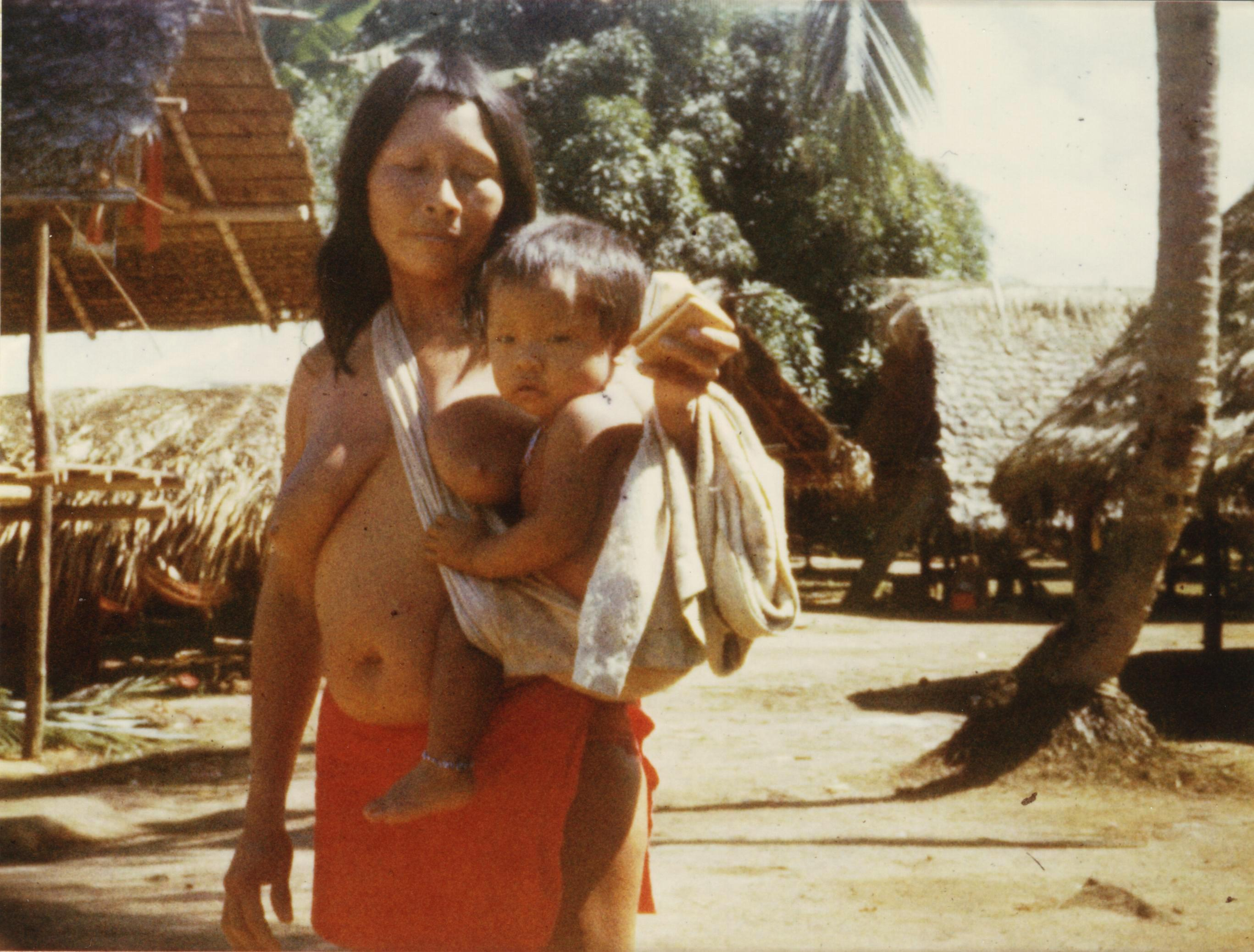
Une mère portant son fils en Guyane française
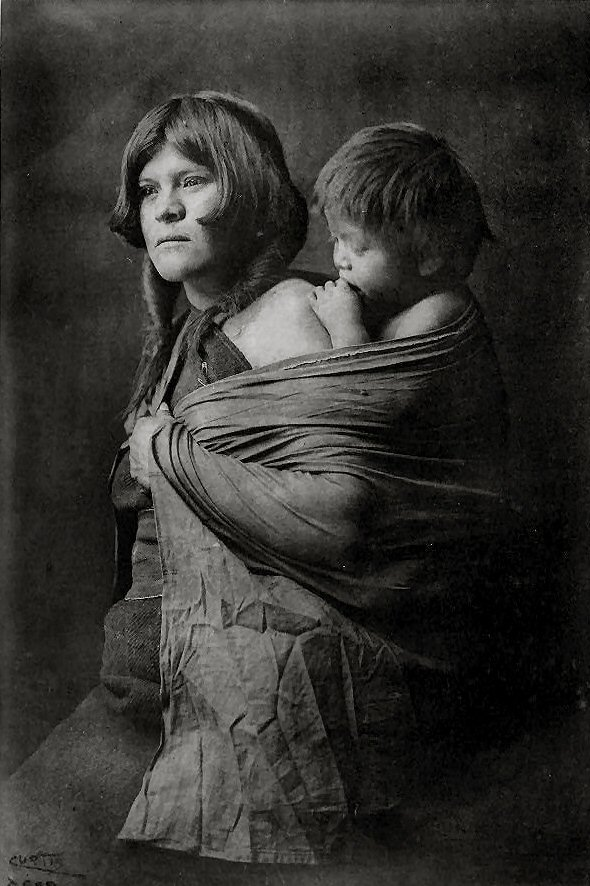
Portage d'une amérindienne Hopi
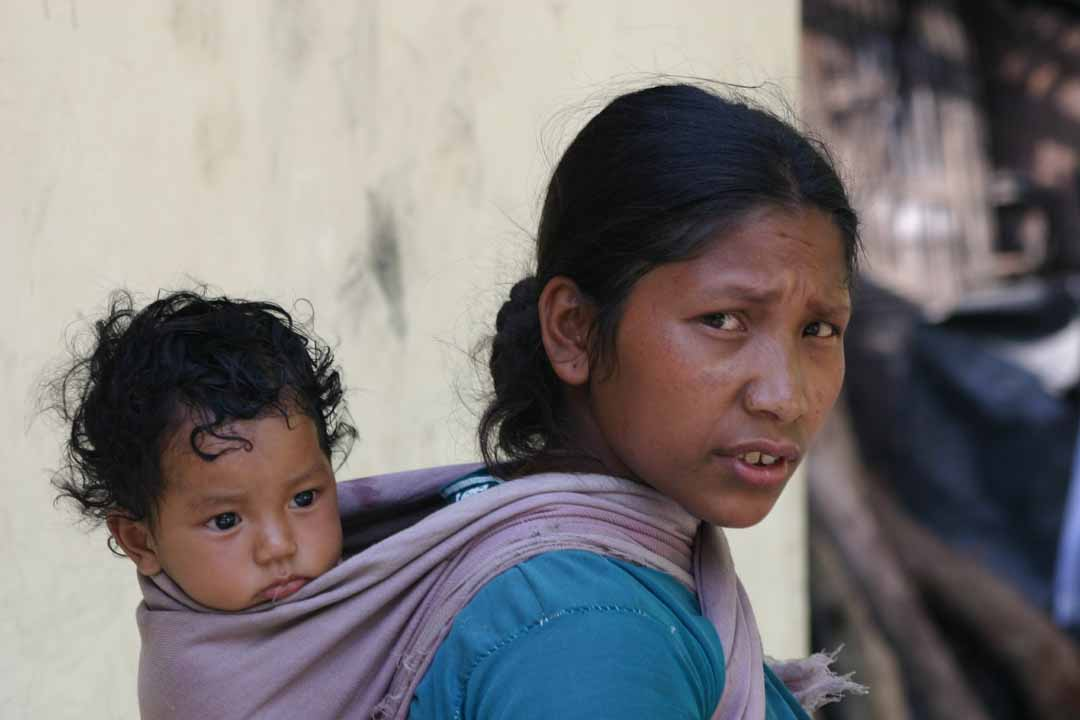
Portage en Inde
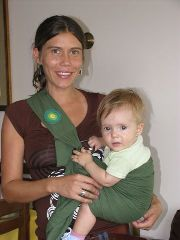
Un bébé en porte-bébé avec sa mère (Uruguay)
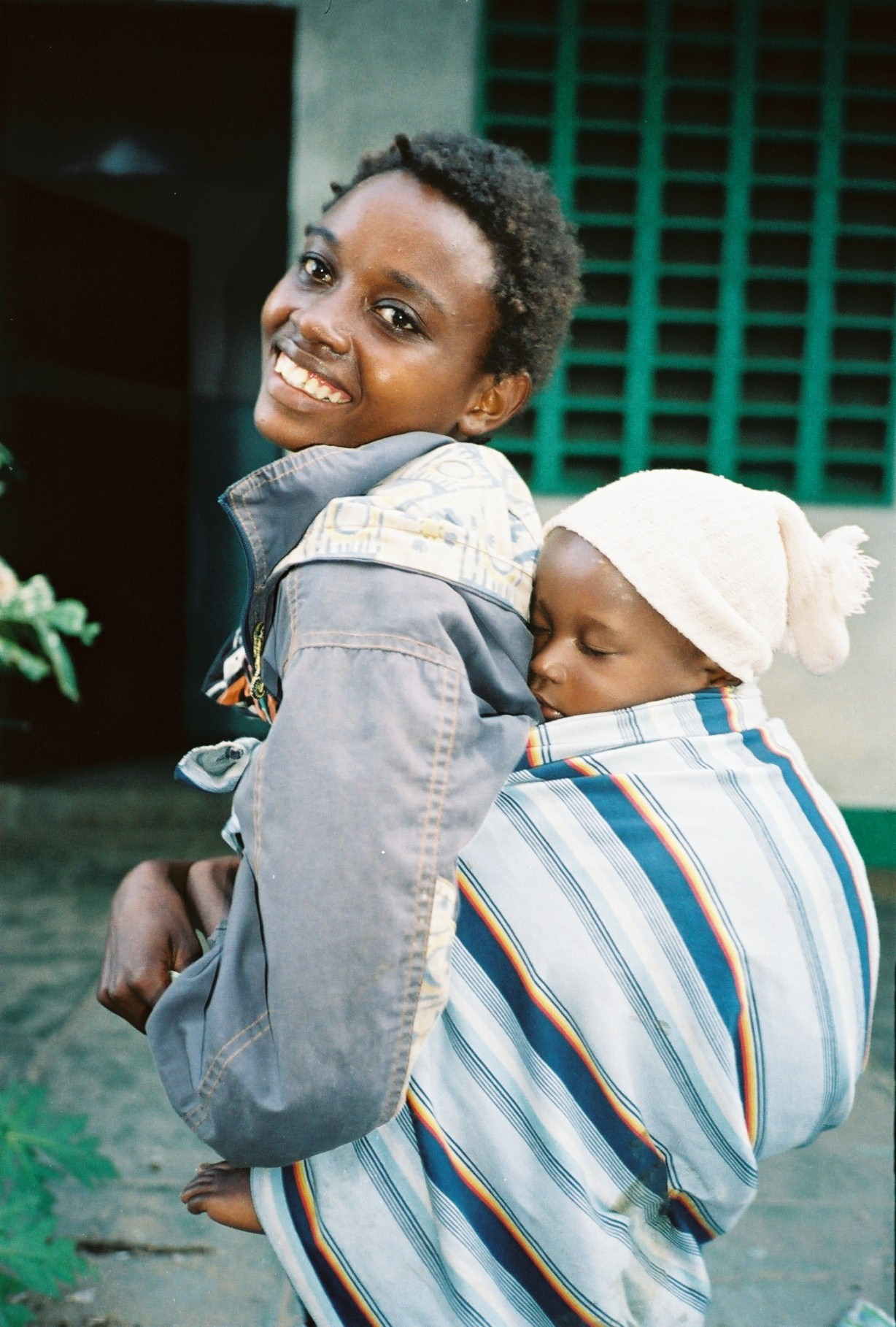
Une jeune mère africaine porte son bébé
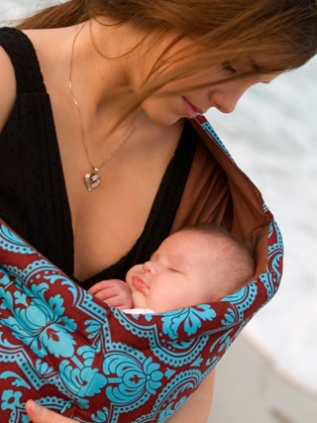
Une mère occidentale et son bébé
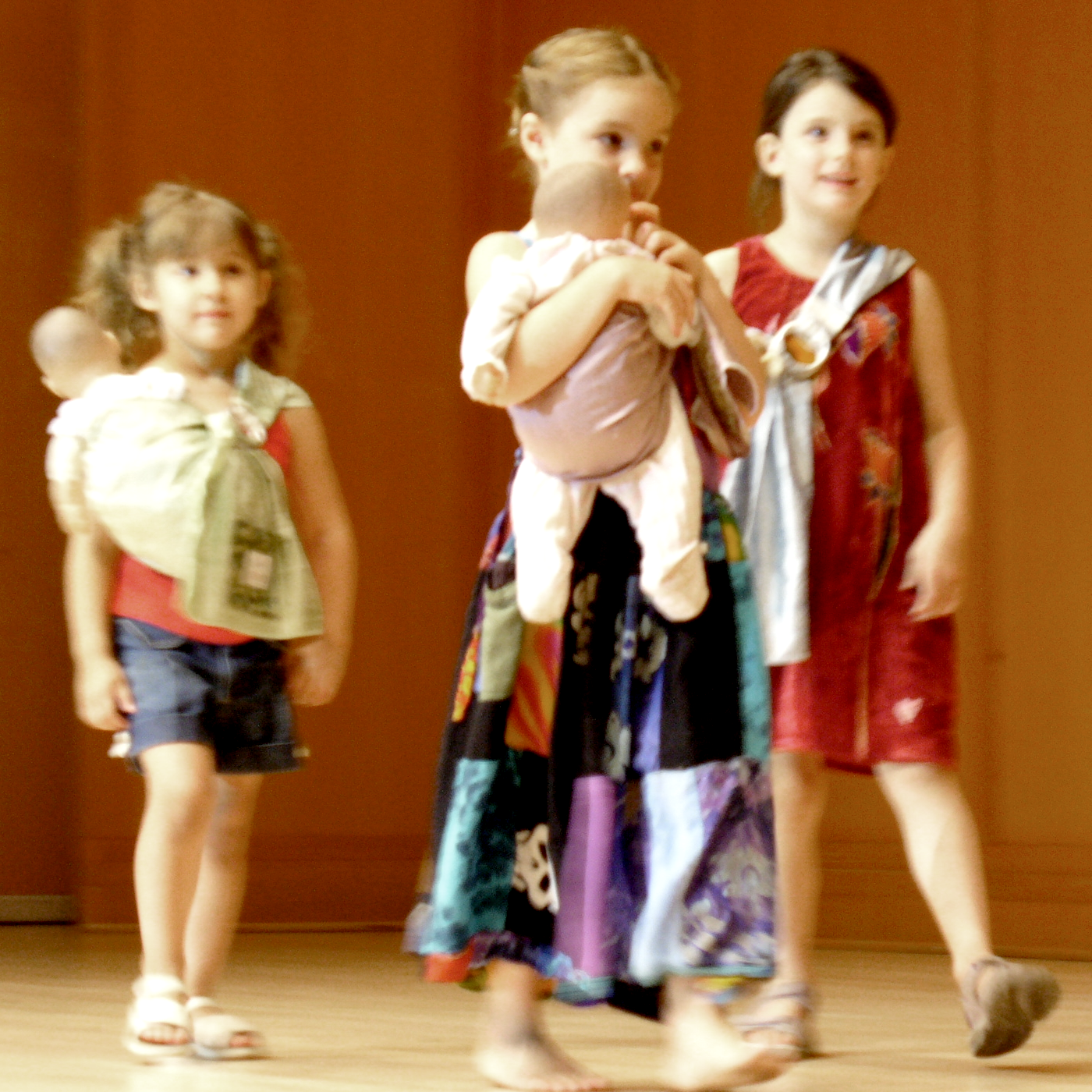
Trois enfants portent leurs poupées
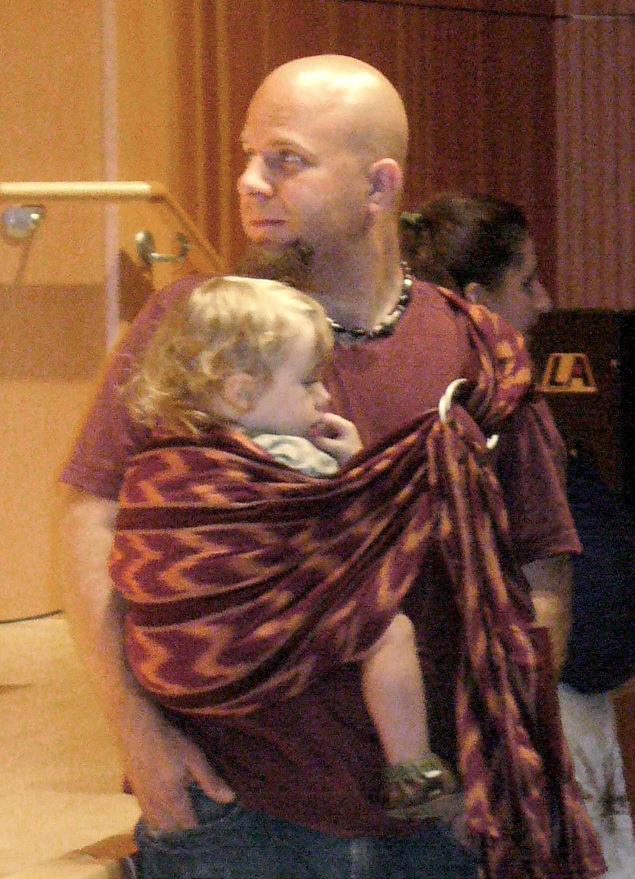
Un père américain porte son fils
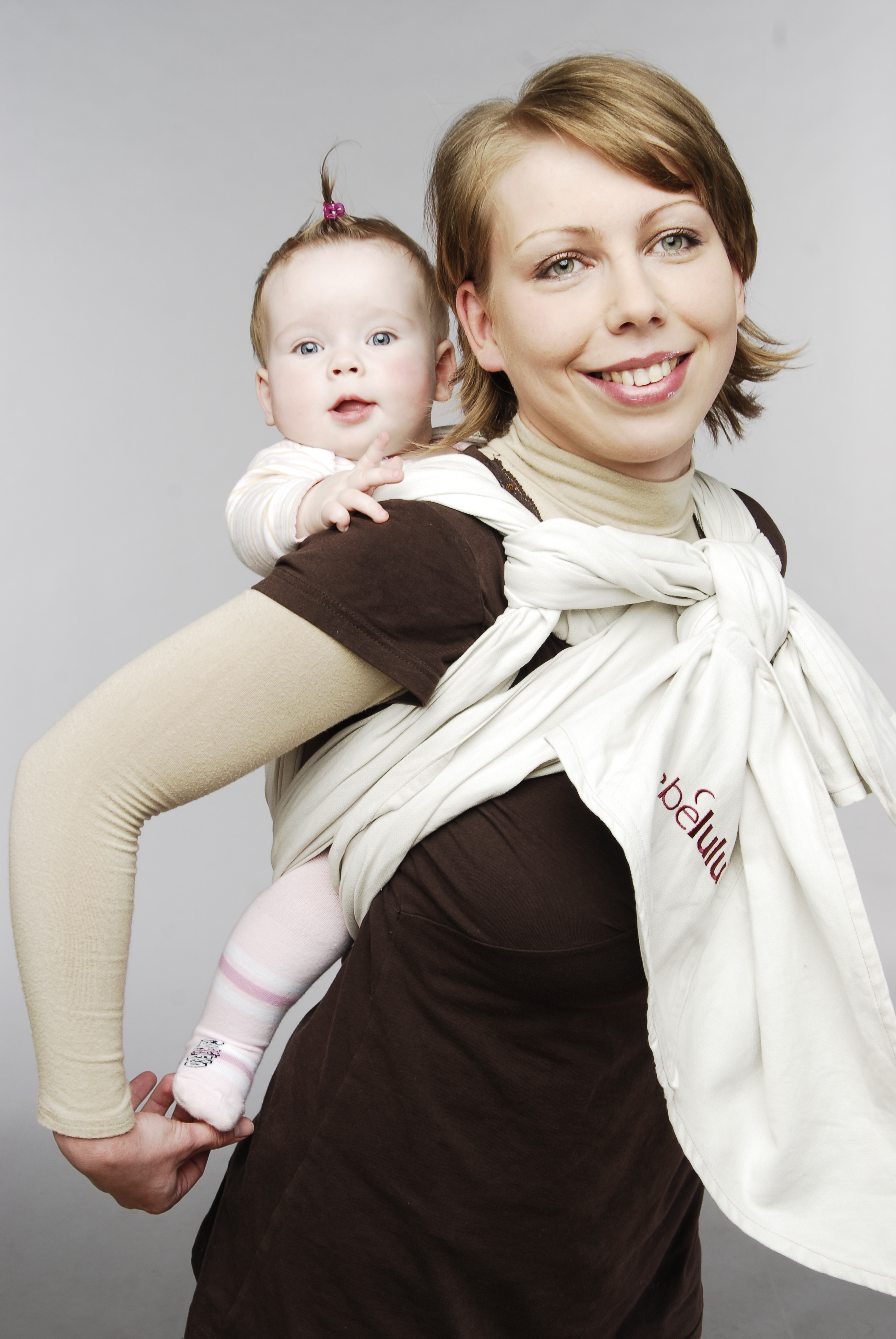
Bébé porté en écharpe sur le dos (Pologne)
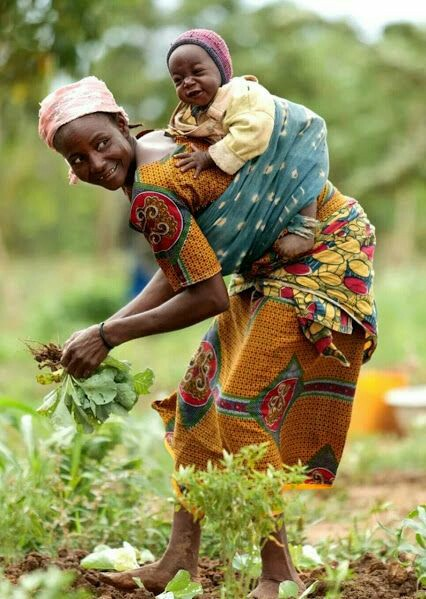
Paysanne d'Ouganda portant son bébé